# 机动战士GUNDAM 闪光的哈萨维 (动画电影)
《机动战士高达 闪光的哈萨维》（日语：機動戦士ガンダム 閃光のハサウェイ）是一部日本科幻动画电影，也是机动战士高达系列作品之一。本片改编自日本动画制作人富野由悠季于1989年至1990年间发表的同名小说，由村濑修功执导、武藤康之编剧、泽野弘之配乐并由SUNRISE负责动画制作。对原作的改编，计划分成三部电影先后上映，本片为三部曲的第一部。
本片最初預定于2020年7月23日上映，受日本新冠肺炎疫情影响延至2021年5月，之后又受到日本疫情緊急事態宣言延長的影响再度延期，最終于2021年6月11日在日本上映。同日，本片在中国大陆举行的第24届上海国际电影节上参加展映。之后在7月登陆流媒体平台哔哩哔哩等进行网络放映；全球其他地区则由流媒体平台Netflix在网络上进行放映。
影片故事讲述在虚构纪元宇宙世紀中的第二次新吉翁战争之后，为了对抗地球聯邦内部不断深化的腐败现象，继承了阿姆罗·雷和夏亚·阿兹纳布尔二人思想的青年哈萨维·诺亚决定带领反地球联邦政府组织“马夫蒂”向地球联邦举起反抗的旗帜。在之后的行动中，哈萨维与联邦军上校凯奈斯·斯雷格以及神秘的少女琪琪·安达露西亚相遇，使得三人的人生都发生了巨大的变化。
本片上映后受到了普遍的好评。评论称赞其精美的画面和精细的影片制作，负面评价则集中于部分场景亮度过暗和剧情过于压缩。本片的日本国内票房最终达到22.3亿日元，为当年度日本国内电影票房第14位。

## 概要
作为在宇宙世紀GUNDAM系列作品中，继《机动战士高达NT》（2018年）之后又一部新作电影，本作也是作为在各种媒体上展开，讲述《机动战士GUNDAMUC》之后UC世纪所发生故事的“UC NexT 0100”计划中发布的第二部作品。然而由于原著小说由作者写于20世纪80年代末期，情节原本承继于小说《机动战士高达 逆袭的夏亚 贝托蒂嘉的子嗣》，且制作方表示故事上与电影《机动战士高达 逆袭的夏亚》（1988年）有联系，因此本片登场的主人公以及身份背景也出自二者。
本片主要讲述了以植物监察官身份前来地球的哈萨维·诺亚在接收新型机动战士Ξ高达的途中遭遇劫机事件，在解决劫机事件后陷入了神秘少女琪琪和联邦军军官凯奈斯等人复杂的人际关系中。历经同伴发动的佯攻作战的失败后，哈萨维实施了空中接收Ξ高达的计划，并成功击败了前来阻挠的联邦军部队。最终哈萨维与反联邦政府组织马夫蒂的同伴们一同前往新据点。

## 故事

### 背景
故事发生在虚构的宇宙世纪中，人类已经因人口剧增而部分迁居在宇宙中建造的“太空殖民地”。居住于太空殖民地的人因居住环境的高风险性和地球联邦的高压政策而发生了反抗活动，并最终使得部分太空殖民地宣布独立为“吉翁公国”。之后，吉翁公国与地球联邦之间发生了名为一年战争的纷争并最终战败。然而，吉翁的残余势力依旧与联邦政府持续冲突近20年，直到宇宙世纪（U.C.）0100年吉翁势力几乎消失殆尽。本片发生在《逆袭的夏亚》故事12年后的U.C.0105年，此时的世界依旧处于混乱之中。内部腐败进一步加剧的地球联邦政府，在加速引发地球污染的同时还强制将地球居民移民至宇宙，并为此专门成立执行非人道移民政策的“人类狩猎者（MAN HUNTER）”组织。为了反抗联邦的腐败行径，一个叫做“马夫蒂”的反地球联邦组织通过接连发动恐怖袭击活动暗杀多名联邦政府高官以阻止联邦暴行的情况下，在反对联邦政府压迫的民众中获得了一定的支持。
本片主人公哈萨维·诺亚是活跃于一年战争中的地球联邦军传奇舰长布莱德·诺亚的长子，曾作为配角出现在《机动战士Z高达》和《机动战士高达 逆袭的夏亚》中。在《逆袭的夏亚》中，身为平民的他亲眼目睹了身为吉翁建国之父的长子夏亚·阿兹纳布尔所发动的战争，在这期间遇到并最终失去了心爱的女孩葵丝·帕拉雅，这成为了他的一个心结。此时的哈萨维亲身理解了阿姆罗人性的思想与夏亚决心改变世界的理念，加入了反抗组织马夫蒂，并化名为“马夫蒂·纳比尤·艾林”并领导着组织以武力对地球联邦进行抵抗运动。
在宇宙世纪的一年战争时期发展起来的机动战士技术，原本用于在零重力环境的太空中，当在地球环境使用时会存在无法飞行等运行受限的情况。在本片故事发生的U.C.0105年时期，由于名为“米诺夫斯基飞行”技术被成功运用于机动战士之上而达成在重力环境下可以以不变形的情况达成高速飞行的能力。由于该技术处于初期验证阶段，仅搭载于部分原型机上，在片中就是佩涅罗佩和Ξ高达。

### 正片
以植物学者身份从月面都市冯·布劳恩搭乘豪泽恩365次航班前往香港的哈萨维·诺亚，在航班进入大气层的同时遇到了自称“马夫蒂”的恐怖分子武装劫机。在哈萨维与搭乘同一班机的联邦军大校凯奈斯·斯雷格联手制服劫机分子后，航班降落在了达沃市。为了配合军方提供事件的证词，哈萨维与航班上其他旅客一同被暂时留在了达沃。而此时，同机的神秘女子琪琪·安达露西亚暗示知晓哈萨维的真实身份为反联邦组织马夫蒂。在琪琪的坚持下，两人最终住在酒店的同一个套房内。为了解除自身的嫌疑，哈萨维联系上组织的同伴于深夜出动马夫蒂下属机动战士梅萨部队，对他下榻的塔萨戴酒店发动攻击。企图以攻击制造出混乱的局面以转移联邦军的注意力，从而帮助他逃离被军方监控的境地。然而这场佯攻作战因联邦军反应快于马夫蒂的预期而最终失败，马夫蒂旗下一名梅萨驾驶员也被联邦军俘虏。
哈萨维在接受完调查局的盘问后脱身，成功与躲藏在群岛间的马夫蒂组织同伴汇合。通过组织的装备，哈萨维以空中接收的方式前往高空领取装载在“比萨”号货运飞船内再入地球的Ξ高达。另一边，凯奈斯通过琪琪不经意的话语警觉到哈萨维的身份有问题。在追踪了相关的信息之后，凯奈斯确认了马夫蒂组织的所在和动静。紧接着，被俘虏的梅萨驾驶员加乌曼在遭到凯奈斯的严厉拷问后被带进了佩涅罗佩的驾驶室，作为交战时的人质。在哈萨维等人于热层接收Ξ高达的同时，联邦军的雷恩·艾姆驾驶佩涅罗佩赶来阻击。哈萨维驾驶Ξ高达与佩涅罗佩接触之后确认到了加乌曼的存在。哈萨维在战斗中对雷恩·艾姆的呼吁使得后者默许作为俘虏的加乌曼离开。加乌曼被在空中从佩涅罗佩上抛给了哈萨维驾驶的Ξ高达。之后，哈萨维通过甩出的步枪成功地吸引了雷恩的注意力，并用导弹伏击将佩涅罗佩击落。佩涅罗佩受到重创但雷恩却活了下来，哈萨维和其他马夫蒂组织成员也乘坐支援船“英勇”号成功脱身。影片结尾字幕后展示了一副图像，显示在奥恩贝里发生了一场血腥的冲突。

## 作品解说
本片全长95分钟，改编自《机动战士高达》之父富野由悠季于1989年至1990年出版的三卷版小说《机动战士高达 闪光的哈萨维》。影片作为电影《机动战士高达 逆袭的夏亚》的续集故事，讲述随着夏亚·阿兹纳布尔在U.C.0093年3月攻击地球的计划被地球联邦下属隆德·贝尔部队阻止后，新吉翁与地球联邦之间的纷争也逐渐平息。U.C.0100年SIDE 3的吉翁共和国交出自治权后，地球圈表面上重新完成了统一。夏亚的动乱12年后，在平静之下的联邦自身却逐渐向着极权主义和官僚主义堕落，甚至在内部腐败和地球环境污染加速的情况下，想以法案的形式让地球成为特权阶级独享的居住地。为此以专门针对非法居留地球的平民而成立的特殊警察部队“MEN HUNTER”以非人道的行为强行对待普通百姓。在这样的背景下，一个化名为“库瓦克·萨尔瓦”的联邦军高官建立起了名为“马夫蒂·纳比尤·艾林”的秘密反政府组织并开始了一系列针对联邦高官的暗杀活动。身为联邦军传奇舰长布莱德·诺亚之子的哈萨维·诺亚，成长为继承了阿姆罗·雷和夏亚·阿兹纳布尔两人理念的斗士，也加入了这一组织并领导其对联邦政府展开活动。
原著小说的情节接续原作者另一部小说《机动战士高达 逆袭的夏亚 贝托蒂嘉的子嗣》。这部小说被认为是以电影《逆袭的夏亚》的初稿所改编而成的作品。而电影《逆袭的夏亚》的小说版则是曾在德间书店旗下杂志《Animage》上连载的小说《机动战士高达 Hi Streamer》。两部小说都先于电影版问世。
制作人小形尚弘在2020年3月的线上发布会中提及本片在剧情上将延续1988年3月12日上映的电影版《逆袭的夏亚》的结局，同时也参考了小说版《逆袭的夏亚 贝托蒂嘉的子嗣》中的情节。而他所提到的《逆袭的夏亚》电影版与小说版这两部作品属于平行作品，在剧情上有一定的差别，因此对于官方的电影化制作有一定的考验。在小说《逆袭的夏亚 贝托蒂嘉的子嗣》中葵丝是被哈萨维亲手杀死的，这一事件也因此成为了哈萨维的梦魇。而在电影《逆袭的夏亚》中，葵丝是为了保护哈萨维而将其所驾驶的机动战士推开，最终被阿姆罗的女友珍击中身亡，哈萨维则是在震惊和神智混乱中杀死了珍。

## 制作
| 企劃、動畫製作 | SUNRISE                              |
| 原作           | 富野由悠季、矢立肇                   |
| 監督           | 村濑修功                             |
| 劇本           | 武藤康之                             |
| 角色設計       | pablo uchida、恩田尚之、工原茂树     |
| 角色原案       | 美树本晴彦                           |
| 機械設定       | 角木肇、山根公利、中谷诚一、玄马宣彦 |
| 机械设计原案   | 森木靖泰、藤田一己                   |
| 總作畫監督     | 恩田尚之                             |
| 色彩設計       | 铃木贵子                             |
| 攝影監督       | 胁显太朗                             |
| CGI導演        | 增尾隆幸、藤江智洋                   |
| 編輯           | 今井大介                             |
| 音效指導       | 笠松广司                             |
| 录音指导       | 木村绘理子                           |
| 音樂           | 泽野弘之                             |
| 動畫製作       | SUNRISE第一工作室                    |
| 發行           | 松竹                                 |

本片的改编自同名小说的第一卷。本片导演村濑修功曾执导过根据伊藤计划同名小说改编的动画电影《杀戮器官》，也曾负责过《新机动战记高达W》的角色设计并参与《机动战士高达F91》和《机动战士高达UC》的作画作业。编剧是负责过《机动战士高达UC》剧本创作的武藤康之，机械设定师则以角木肇为首。本片的CG导演由增尾隆幸和藤江智洋共同担纲，后者主要负责与机动战士相关的3DCG建模。今井大介负责剪辑，人物作画监督由木村贵宏负责，而总作画监督则是恩田尚之。铃木贵子负责本片的色彩设计，胁显太朗则是摄影导演。在音响方面，曾参加《∀高达》音效制作的笠松广司是本片的音响导演，而木村绘理子则是录音指导。本片的动画制作由此前曾负责《机动战士高达UC》和《机动战士GUNDAM Thunderbolt》动画制作的SUNRISE第一工作室负责，电影发行方则是松竹映画。
在2020年3月24日的线上发布会中，制作人小形尚弘提到原著小说已经售出800万册，因此有必要再次提及作者富野由悠季作为一位小说家的出色之处。他提到如今的社会正如30年前小说原作者所担心的一样，虽然原作出自30多年前，但是其中对环境问题、大国博弈、恐怖主义战争等的描写放到现在世界仍旧丝毫不过时。换句话说，原作者的想法赶上了时代，因此更应该好好的将这部作品影像化。原著作者富野由悠季不光是一位动画制作者，同时也是一位优秀的小说家。小形尚弘提到富野会在制作动画作品的间隙撰写小说，同时也会将其视为动画作品的企划书。然而本作在首版发行的当时，错过了电影化的时机，因此一直未被影像化。
这一次，制作团队是抱着制作一部不光能满足当下观众，还能在今后二三十年依旧能受到观众喜爱的作品。为了制作本片，制作团队曾与原著小说负责人物设定的美树本晴彦、负责机械设定的森木靖泰以及此前在其他高达作品中为本作主角哈萨维配音的佐佐木望等人深入沟通。原作者富野由悠季在看过《机动战士高达NT》的影片先导预告后曾严厉地批评了制作团队。但在得知制作团队将把他30年前的小说作品影像化后，富野由悠季很爽快的表示了赞同，并给曾是作画导演的村濑修功很多意见，甚至给了不少有关描写三角关系的韩国电影的笔记。
此外，小形尚弘还提到，本片采用更接近真人化的写实手法来进行演出以及画面制作。在2021年3月28日举行的“Anime Japan 2021”上，本片制作团队成员中的原英和、摄影导演胁显太朗以及制片主任岩下成美登台畅谈本作制作内幕。其中胁显太朗就提到为了表现停电后昏暗的场面，本片部分镜头的绘图分层数量异乎寻常的多，使得制作人员的工作量剧增。然而作为三部曲的第一部，在制作本片时并未拘泥于项目进度，是采用十分耗时的制作方式来完成动画制作，这其中就包含了对各种表现方式的探索和尝试。小形尚弘表示本次动画电影的制作放弃了以往很多传统的模式，而后面的第二、第三部作品就将再次验证这些新方式。言及小说作品TV华和电影化的不同时，导演村濑修功坦言电影化更倾向于用画面的信息来说明通常TV化中用台词说明的部分，相应的台词量也有所删减。
在线上发布会之前，制作方就曾透露本片的配音演员阵容较之前的游戏系列作品会有很大的改变。在发布会上，制作人表示为了找与剧中人物年龄相近的演员来演绎，才有了新的配音演员阵容。此外也有为了庆祝高达系列诞生40周年之际更便于着眼在全球扩展方面而对原著的角色、机械等设定进行更新的想法在里面。原著小说版权方的角川书屋副社长井上伸一郎提到在小说发行之后就有希望将其影像化的呼声。然而原作中登场的机动战士都是线条较多的类型，在小说甫出版的20世纪80年代末的当时，在画面还原上有相当大的技术难度。因此，本次影像化时是采用了3DCG外加修饰来解决问题的。虽然在比较具有力量感的场景下还用手绘，但其余场面下基本都是采用3DCG形式来制作。此外，3DCG也被用于表现在重力下自由飞翔的机动战士，尤其是在最后一场空中战斗。在选定电影的主题曲合作团队时，制作人小形尚弘表示由于此前《机动战士高达NT》的日本以外海外公映成绩良好，本作也将预定海外公映。而摇滚乐团[Alexandros]在海外发展计划上与影片制作方意见一致，于是促成了双方合作。

### 场景设计

米黑夏·漢斯与身后的哈萨维接头时所食用的快餐“Chickenjoy”就源自现实中菲律宾当地特色快餐连锁店快乐蜂，画面右边的饮料也来自当地品牌Summit。

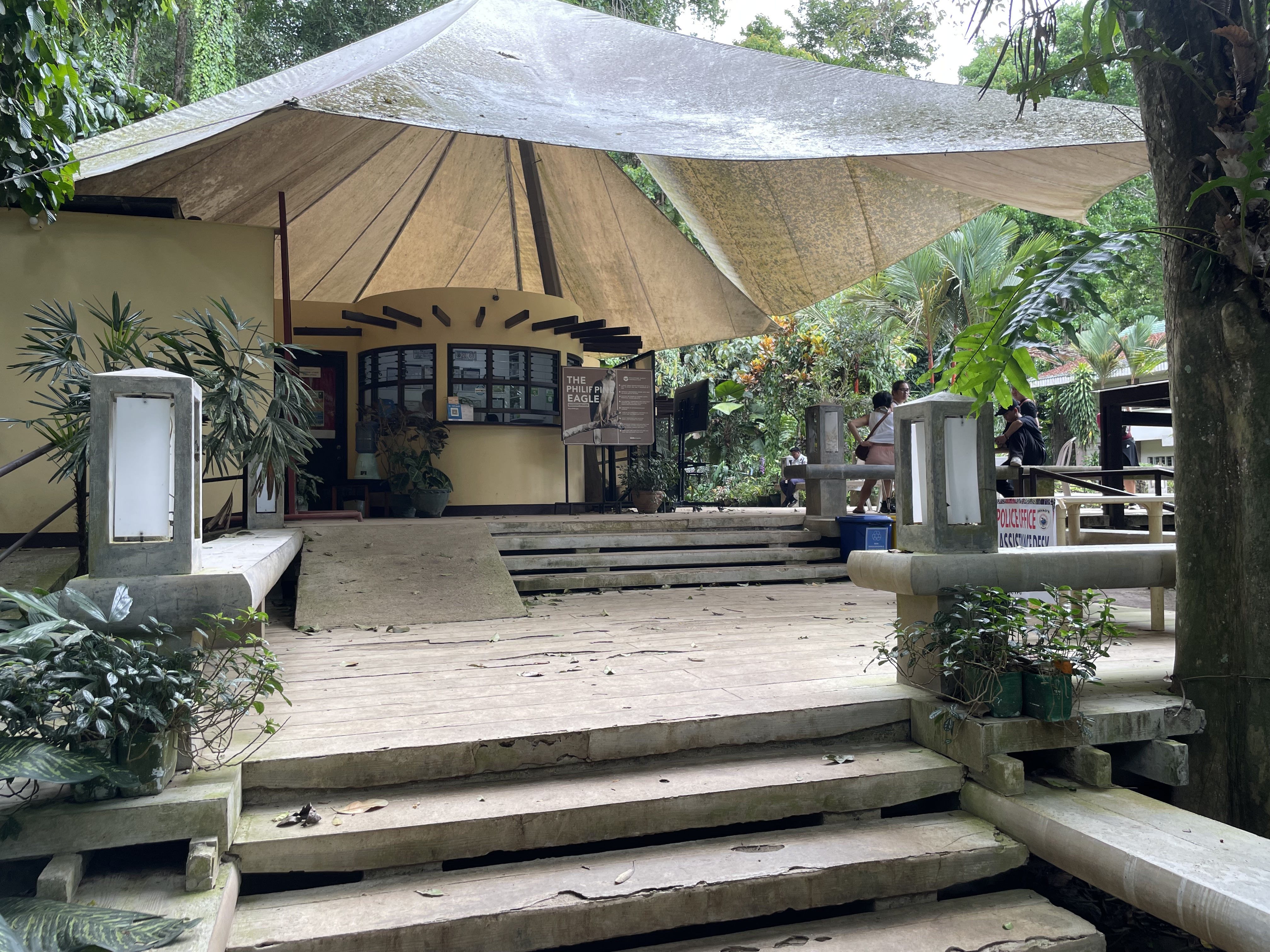
本片取景地之一的菲律宾雕基金会游客中心。

为了弥补当年制作《Z高达》时未能去香港实地取材的遗憾，制作方在本片制作过程中去到了电影剧情的实景地达沃进行了一天半的现场考察，以期为观众带来更好的画面效果。达沃当地的天空、海滨和大海都很美，给导演留下了深刻的印象。本片故事的主要发生地为菲律宾，因此制作团队在仔细考察当地的实景后以其代表性元素来描绘了城市未来可能的样子。从哈萨维与同伴接头时出现的当地广受欢迎的快餐连锁店快乐蜂招牌、饮用水品牌到画面背景中随处可见的标志性建筑物均来自制作组实地取材的素材。此外，影片还在达沃市卡里南的菲律宾雕基金会（Philippine Eagle Foundation）进行了取景。然而片中的哈萨维在达沃市内街道上购买的纪念品以及乘坐的色彩鲜艳的出租车则是来自动画制作团队中的设计师自身的创意。
在战斗场景的表现中，本片在达沃夜间的战斗，更多的从在地面奔跑躲避的人群的视角而不是以往的机动战士的视角。原著中哈萨维是在离地58千米的高空接收Ξ高达的，电影中则改为了在150千米的卫星轨道上进行Ξ高达的接收作业。而此时装载Ξ高达的“比萨”号货运飞船的设计则酷似JAXA的国际空间站补给用载具HTV。

### 角色塑造
原作小说的人物原型设定由曾参与过《机动战士高达0080 口袋里的战争》以及《超时空要塞》等作品的美树本晴彦负责，而电影制作时由pablo uchida负责设定画稿的绘制。谈起在选择pablo uchida作为电影的人物设定师时，制作人小形尚弘提到身为“能继承生赖范义的人也许就只有他了”的pablo uchida，是为电影《闪光的哈萨维》在不断挑战的同时以最顶尖制作人员制作最顶尖影像的最好人选。哈萨维的人物画稿在五版修订稿之后再由恩田尚之作修饰。琪琪的形象设定稿则是pablo uchida在美树本晴彦的设定基础上重新进行设计的，依据她的形象总共设计有大约10套服装。然而凯奈斯的人物设定方案则是pablo uchida依照制作方高层不希望出现类似夏亚的金发白人形象而修改成偏向较为年轻的大哥形象来表现能与哈萨维想法相互共鸣的样子。小形尚弘提到，在角色的写实设计方面，导演村濑修功在此前的工作中就更擅长写实风格的演出。而如果依然由原作者富野由悠季来执导本片的话，比起重做一遍以前的作品，他可能会更有做一部新作品的强烈想法。
在选角时，制作团队考虑到哈萨维这个角色在经历过第二次新吉翁战争以及葵丝·帕拉雅等各种事情后，会带着一些苦恼一直活到当下，因此性格中带有一定的阴暗面，从而促使其投身到反抗联邦的活动中去。而小野贤章就能很好的演绎出人物的阴暗面，因此在试镜后录用了他。琪琪这个角色是个既有少女又有成熟女性的质感，同时也有着自己的脆弱的一面，是个复杂的角色。上田丽奈在试镜时展现出了与其他人所不同的既有可爱少女的一面，又有令人害怕的神秘一面的感觉，因此团队一致同意由她来出演这个角色。原作中与琪琪和哈萨维呈三角关系的凯奈斯有着温柔男性的一面以及作为军人严谨的一面，也有时会呈现狂躁的样子。诹访部顺一的声音就拥有这种富于变化的内涵。这使得本片中三位主人公之间的三角关系从一开始就十分有趣。从一开始的琪琪对哈萨维有好感，而凯奈斯又对琪琪抱有好感，然而哈萨维因为在马夫蒂组织内还有对象而对琪琪并不表现出特别的兴趣。但随着故事发展，琪琪自身的恋爱关系逐渐浮出水面，而凯奈斯又对琪琪明确表白后，复杂的双重性关系对情节发展起到了很好的作用。
小野贤章此前曾在《机动战士高达 THE ORIGIN V：激战 鲁姆会战》中为一位居住在宇宙殖民地，怀抱着梦想但最终死于毒气的少年“勇气”配音。他表示对此次能为GUNDAM系列作品的主角进行配音感到十分高兴。小野在访谈中提到，他在影片的后期录音前后进行了3天，大部分时间与饰演琪琪的上田丽奈以及饰演凯奈斯的诹访部顺一一起进行，直到最后一天是与饰演雷恩的齐藤壮马一起进行。为本片中刑警组织头目配音的山寺宏一曾在电影《逆袭的夏亚》中为裘尼·古斯配音，当时他才以配音演员身份出道刚三年。而本片也是他33年后再度为GUNDAM系列配音。

#### 角色表
| 角色                                    | 日语配音   | 人物特质 |
| --------------------------------------- | ---------- | --- |
| 哈萨维·诺亚（ハサウェイ・ノア） /马夫蒂·纳比尤·艾林（マフティー・ナビーユ・エリン） | 小野贤章   | 传奇舰长布莱德·诺亚的长子，在本作中已经由一个冒失的少年成长为勇敢的革命斗士，加入并实际统领反地球联邦组织马夫蒂。在短暂的兵役生涯之后投身阿马达·曼桑教授名下接受植物监察官培训。在搭乘豪泽恩356次航班前往地球的途中遭遇自称是“马夫蒂”组织的劫机者。凭借军队中培养的身体素质击退劫机者后受到多数同行联邦政府阁僚的称赞。而实际上，哈萨维本人正是马夫蒂领导人“马夫蒂·纳比尤·艾林”。 |
| 琪琪·安达露西亚（ギギ・アンダルシア）                     | 上田丽奈   | 20岁不到容貌秀丽的少女，财力雄厚得以搭乘豪泽恩356次航班前往香港，也是一位被称作卡迪亚斯伯爵的80多岁老人的“情妇”。在令男士们着迷，令女士们嫉妒的外表下有着坦率的个性和不向扭曲社会趋炎附势的态度。她似乎有着看穿谎言的能力。在开导同一航班男士们尘封想法的同时，也解封了哈萨维过去的记忆。                                                                                         |
| 凯奈斯·斯雷格（ケネス・スレッグ）                       | 诹访部顺一 | 联邦军上校，曾参加“夏亚的叛乱”的战斗，并作为机动战士驾驶员活跃在第一线。之后放弃驾驶员身份作为接替金伯利·海曼就任歼灭“马夫蒂”组织部队的司令官而搭乘豪泽恩356次航班前往达沃基地赴任。在同一航班上遇见了哈萨维，并将其与自己心目中理想的驾驶员形象重叠在一起。为人干练思维灵活，在马夫蒂袭击城市时能在第一时间指挥反击。                                                            |
| 雷恩·艾姆（レーン・エイム）                           | 齐藤壮马   | 地球联邦军中尉，凯奈斯的部下，驾驶机动战士佩涅罗佩的青年驾驶员。被哈萨维评价像是年轻时的自己。 |
| 加乌曼·诺比尔（ガウマン・ノビル）                       | 津田健次郎 | 马夫蒂组织旗下驾驶员，历经数次大战因而经验丰富。其特征是脸上有伤疤，驾驶机动战士呼号为“梅萨2号”。曾在达沃市的战斗中惨败被俘。 |
| 艾梅拉爾妲·茲比恩（エメラルダ・ズービン）                   | 石川由依   | 马夫蒂组织成员，大姐风格，被派往达沃与哈萨维接头，曾因技术上的问题而未能成为正式的机动战士驾驶员。 |
| 雷蒙德·凱恩（レイモンド・ケイン）                         | 落合福嗣   | 马夫蒂组织成员，加尔赛佐恩1号船长，外表粗犷但内心也有为伙伴着想的一面。 |
| 伊拉姆·馬薩姆（イラム・マサム）                       | 武内骏辅   | 马夫蒂组织成员，支援货柜船“英勇”号的大副，是参谋一样的人物，了解哈萨维的情况并从旁辅助，是个善解人意的人。 |
| 米黑夏·漢斯（ミヘッシャ・ヘンス）                         | 松冈美里   | 马夫蒂组织特工兼操作员，专注于组织活动的认真少女，对哈萨维十分信赖。在达沃同三田一起与哈萨维接头。 |
| 三田健治（ミツダ・ケンジ）                            | 泽城千春   | 一名外勤特工，同时也是优秀的司机，在达沃与哈萨维接头。 |
| 梅絲·芙劳尔（メイス・フラゥワー）                         | 种崎敦美   | 以漂亮卷发与嘴角的痣为特征的豪泽恩356次航班乘务员，成熟应对凯奈斯的追求。 |
| 洪德利·翼赞（ハンドリー・ヨクサン）                         | 山寺宏一   | 服从于“人类狩猎者（MAN HUNTER）”组织的刑警组织长官，为参加在阿德莱德举行的会议而搭乘豪泽恩356次航班前往地球。 |
| 盖斯·H·修盖斯特（ゲイス・H・ヒューゲスト）                     | 佐佐木望   | 负责听取哈萨维有关劫机事件供词的调查局部长。 |
| 凱莉亞（ケリア・デース）                              | 早见沙织   | 作为马夫蒂成员之一，是哈萨维加入马夫蒂组织的引路人，也是他的恋人。 |
| 姬絲·帕拉雅（クェス・パラヤ）                         | 川村萬梨阿 | 哈薩維曾經暗戀的對像，在《馬沙之反擊》登場。哈薩維跟她在宇宙穿梭機相識。後來她投奔了新自護的馬沙，跟哈薩維在戰場悲劇地重逢。 |
| 阿姆罗·雷（アムロ・レイ）                           | 古谷彻     | 曾是地球联邦军大尉，外围部队隆德·贝尔的机动战士队队长，布莱德·诺亚的战友。 |

#### 其他角色
此外，还有天崎滉平、田中光、宮崎遊等人为其他几位马夫蒂成员配音。井川秀荣、吉富英治等人为与哈萨维同航班抵达地球的大臣们配音，而劫机犯则由新佑树等人配音。原广岛职业棒球选手高桥庆彦的女儿高橋雛子则为豪泽恩365次航班上的一位空乘配音。[Alexandros]组合的三名成员也参与了影片中的角色配音，分别饰演片中几个达沃当地的市民。这是几位成员首次参与为影片中的角色配音的活动。

### 机械设定
原著小说的机械设定由森木靖泰负责，动画化时由角木肇、山根公利、中谷誠一和玄馬宣彦四名机械设定师共同完成机械设计优化。中谷诚一和玄马宣彦都是机械作画方面的专家，前者曾参与了《机动战士高达00》、《高达G之复国运动》以及等作品，后者则参与了《机动战士高达UC》、《攻壳机动队 STAND ALONE COMPLEX》等作品的机械设定工作。本片的机械设定角木肇参照森木靖泰在小说中的设计方案设计出原型稿。虽然小说版已经是30年前的设计，但被认为依然极具魅力。玄马宣彦对村濑导演和角木肇进行意见交换和汇总后，由中谷诚一完成动画设计稿。玄马宣彦表示，森木靖泰最初开始设计Ξ高达时是本着“去高达”化的目的，而其在作品中也被称为“高达仿造机”，因此在修改为动画设计方案时，被建议看起来不必像是传统的“高达”，而更像是一个有着巨大双手和两张脸的怪物。中谷表示在进行机体设计和建模时，曾用到了粘土和纸张等才来来进行辅助理解。此外，角木肇在原著小说出版时的版权图中发现了与当时蓝色胸部涂装所完全不同的白色涂装版Ξ高达，为此玄马宣彦决定将一直以来的蓝色改为了动画电影版所看到的白色涂装，借由胸部的红色部分更突出了Ξ高达一上一下两张脸的设计。其中胸部上半部分是假的高达脸，而真的头部看起来像是从假高达脸上取下的怪物般、凶恶的印象。玄马宣彦也表示，虽然森木靖泰当时的设计稿看起来有点脱离了一直延续至今的“高达”的设计演化路线，但那确实是一个十分大胆的设计案。在首次线上发布会前，制作方就表示动画化时，本片的机械设定与此前在小说插图以及游戏中出现的会略有不同。尤其Ξ高达比起之前在游戏中出现的版本，更贴近原著小说中的设计。
另一方面，佩涅罗佩的设计目标则是重点表述成“仔细看才是高达”的样子，有着更大的裙子一样的附属部件，看起来更像是怪物而非人形。从联邦军的角度来看，佩涅罗佩是正统高达，而Ξ高达是赝品，因此虽然乍一看作为对手机体的佩涅罗佩不像高达，但仔细看却有着标准的“高达脸”，反而是名为Ξ高达的看起来不像是高达。而来自导演村濑修功的意见，则使得佩涅罗佩在飞行姿态时，有了“飞龙”一样的感觉。除此之外，飞行时奇特的音效和各处发光的样子，使得佩涅罗佩看起来更明显像怪兽。原英和表示，佩涅罗佩的黄色部件发光的场景在团队内被称作“芝顿处理”，是参考村濑导演的方案改进后制作的。
作为机器人动画中最长盛不衰的IP之一的高达系列，其动画作品的魅力之一就是惯常采用以手绘形式来展现机动战士之间的战斗场面。作为小说作品，在上世纪80年代末90年代初出版的本片原作在当时被认为是不可能被影像化的，其中一个重要的原因就是该作品所登场机动战士的形状和线条及其复杂，如果纯粹以手绘的方式来表现的机械活动的话，难度相当高。为此，在制作电影版《闪光的哈萨维》时，制作方挑战以3DCG的表现方式来展现。在制作过程中，制作团队也逐渐发现了以3DCG形式等新技术带来的对画面细节的更多表现力。中谷诚一表示在进行3DCG制作时，相比于佩涅罗佩可以参照角木肇已有的模型进行建模，Ξ高达则是从零开始全新制作的。

#### 登场机体
Ξ高达（XI GUNDAM）
作为主角机的Ξ高达由阿纳海姆社秘密为马夫蒂建造，驾驶员是哈萨维·诺亚。机体名称中的“Ξ”取自希腊字母表中第14个，也是“ν”之后一个字母，意指该机是电影《逆袭的夏亚》中阿姆罗·雷所驾驶的ν高达的后继机种。本机是具有如裃一般双肩的大型机动战士。主武器包括与ν高达所装备的浮游飞翅炮相类似的精神感应型导弹，这些导弹装备在后装甲内。作为阿纳海姆社的第五代机体，本机体型庞大，全高26米，重达80吨，内部装备有米诺夫斯基悬浮系统，可以在没有辅助的情况下在大气层内进行长距离飞行。本机的普通导弹发射器埋设在比一般机动战士都要巨大的手腕部以及腿部装甲内，双臂肘部和双腿膝部各3座。此外还在肩部装甲内安装有火力输出装备。主要的防御手段为安装在全身的光束防御屏障。此外本机还装备配有光束加农炮的攻防一体盾牌。本机的配色与造型与之前在小说以及游戏中出场的稍有不同。此前森木靖泰设计的版本为蓝色配色，电影版初登场则改为了白色配色。
梅萨（MESSER）
作为马夫蒂组织的主要战力，梅萨由阿纳海姆社以第二次新吉翁战争中登场的基拉·德卡为基础开发而成。本机采用了吉翁系机动战士特有的单眼式面部设计以体现其反抗地球联邦的特征。作为与此前设定有较大不同的本机装备有厚重的装甲，但在遍布全身的主副推进器推动下依然有巨大的灵活性。武器装备方面，该机配备一把光束步枪和标配的光束军刀，左手持有一面大型盾牌，并在肩部装有吉翁系机动战士特有的撞钉。按照装备不同分为F01和F02两种型号，后者在前者基础上，在腿部加装喷射组件以加强在地面喷射移动的能力。在电影中还出场了原创机动战士梅萨F02指挥官型，该改型头部带有天线，腿部装备有喷射组件，并且有着与众不同的机体配色。此外，该机还能通过移除部分组件成为梅萨F型裸机指挥官用型号。
佩涅罗佩（PENELOPE）
作为本片中主角的主要对手以及兄弟机体，佩涅罗佩同样是阿纳海姆社产品，是为了打击马夫蒂组织而专门生产的。作为Ξ高达的前代产品，该机的性能稍逊，但光束屏障却更为优异。该机原本计划在机体内装备米诺夫斯基悬浮系统，但在之后的研发过程中遇到难题，最终采取外挂俗称“大白鹅”的外挂系统来达成大气层内高速飞行能力。由此也成为首款搭载有米诺夫斯基飞行装置的机动战士。原著小说中所没有体现的是，本机的本体名为“奥德修斯”高达，在装备上外挂的飞行组件后就成为全高32米，总重112吨的称为“佩涅罗佩”的庞然大物。武器包括有两臂安装的集导弹荚舱、光束军刀和米加粒子炮为一体的多功能装备。此外还配备有手持光束步枪和大型米加粒子炮，并在肩部装甲和裙侧装甲中埋设有精神感应导弹，由驾驶员进行脑波控制制导。
古斯塔夫·卡尔（GUSTAV KARL）
作为联邦军金伯利部队的主力机动战士，古斯塔夫·卡尔也有着巨大的机体尺寸。作为联邦军量产机动战士，本机继承了吉姆和吉刚系的设计思路，同时注重高性能以及重装甲。本机全高23米，曾在《机动战士高达UC》中登场，主要配备给警卫部队用于治安作战，其标准武装包括一把光束步枪以及标配的光束军刀。此外在左臂还装有榴弹发射器以及能防御攻击用的肩部盾牌。

#### 其他登场机械
在开篇劫机剧情中，原著中劫机犯们用来侵入豪泽恩航班的工具是一种名为“Base Jabber”的机动战士飞行辅助载具，电影中则换成了在1985年动画《机动战士Z高达》中登场的有着超高空运作能力的凯普兰（ORX-005，Kaplan）。此外，还有脚部黑色并在腰间加装对人用武装的陆战用杰刚A型“人类狩猎者式样”等机体在片中登场。

### 画面
在机动战士战斗的桥段中，部分采用了以相同的作画分辨率用手绘与3DCG相互混合的手法来表现，其中参加空袭达沃的机动战士梅萨与古斯塔夫·卡尔之间的近身格斗段落就是以这种方式完成。中谷诚一负责Ξ高达和佩涅罗佩对战的场面则基本上是基于3D绘制的。在导演村濑修功的建议下，所有的射击光束都在3D环境下完成，使用一种称为“摄像机贴图”（以2D图像素材转换为具有3D景深并可以运动的图像）的技术，背景也被逼真的呈现在画面中。3DCG导演增尾隆幸表示在制作本作开头豪泽恩航班穿梭机客舱内部场景，以及哈萨维乘坐游艇转搭乘飞机时的场景均使用了摄像机贴图技术，在节省工作量的同时表现出场景的立体效果。但在制作哈萨维等人乘坐的豪华轿车在地下隧道内行驶的场景时使用了法线贴图技术来表现不同变化的光照场景下画面的效果。为了追求真实感，以森田修平为首的YAMATOWORKS专门为高度和速度考量而制作了全周4万公里的地球CG模型。本片的演出原英和表示按照导演村濑修功的意见，画面被调得很暗，而胁显太朗则表示在进行合成作业时会调亮两个档位再检查。原英和还透露，本片后半段古斯塔夫·卡尔击中梅萨时的火花场景最初被设计成粒子飞溅的效果，但最后在玄马宣彦的意见下参考中国的烟花大会、与特效作画监督金子秀一商议后成为了影片呈现出来的效果。

## 音乐

### 音效
本片采用杜比全景声技术制作立体声音效果。得益于该技术的运用，观众可以在影院观影中感受到来自上方的声音压迫感。尤其是剧中主人公哈萨维与琪琪在马夫蒂组织袭击酒店后，在机动战士对战的混乱场景下逃跑时，机动战士战斗对周围环境造成的影响都可以被三维音频效果在影院中还原。而在哈萨维于高空接收高达的场景中，制作者充分突出了头盔内部粗重的呼吸声与响亮的报警声以加深观众的紧张感。制作人小形尚弘表示本片的影院体验可以与在IMAX上观赏的作品相接近，导演应该受到了的作品以及《007》系列等好莱坞电影的启发。负责本片音效制作的笠松广司曾参与电影版《∀ GUNDAM》的音效设计和音响效果制作，也曾负责宫崎骏导演的电影《起风了》的音响制作。他表示，本片音效制作的主旨是无论视觉还是听觉上都要有“高度的沉浸感”。受到好莱坞电影等海外音效制作的影响，本片的音效制作着重从以现代声音重构“机动战士高达”系列出发。在导演村濑修功以制作出当下最高水准的影像为目的下，本片中的各种音效都经过精心的挑选，光束的声效也与以往的高达系列作品不同。

### 主题曲
在2020年3月24日的线上发布会上，官方就发布了本片的主题曲是由日本摇滚团体[Alexandros]创作的歌曲〈闪光〉。[Alexandros]表示是在读过原著小说后创作了这支曲子。该单曲预定2021年5月5日以三种规格正式发售，分别是普通版、首发限定版和完全生产限定版。首发限定版在CD之外还包括有DVD或蓝光光碟格式收录的单曲MV、录制曲目时的现场录像以及下北泽SHELTER的实况录音等，而完全生产限定版则是在CD之外同包装附带一台[Alexandros]原创配色版HG的RX-78-2高达模型。此外，完全生产限定盘的单曲封面采用的是影片中登场的Ξ高达的影像。与影院放映版不同，Netflix流媒体放映版的结尾采用了英文版的片尾曲以对应全球市场的战略考量。

### 原声碟
本片的音乐由曾多次为高达系列作曲的泽野弘之担纲制作。在《Hathaway's Report -闪光的哈萨维引路人-》第三期中，作为访谈嘉宾的泽野弘之透露，本片的作曲工作始自2019年年中，而录音则开始于2020年上半年。由于制作人小形尚弘希望本片受众更偏向成年人，在配乐方面不希望像《机动战士GUNDAM UC》那样有着丰富华丽的旋律，泽野弘之在音乐制作时更倾向好莱坞电影的风格，尽量强调音效而非旋律，但仔细听主旋律还是会略微有《UC》的感觉。节目中还披露了原声碟中《EARth》、《83UeI》和《MNE》三支曲子的录音现场花絮，并由此引出泽野是出于便于区分和使人更关注曲子本身而形成的特有的乐曲取名风格。在2021年6月16日公开的Billboard JAPAN下载专辑当周周榜上，本原声碟新上榜获得第8位的排行。
泽野弘之为本片制作了两支人声演绎歌曲，分别是《Möbius》和《TRACER》，前者被用于片头动画，后者则是剧中插入曲。在影片上映前，《Möbius》的MV就被公开，而在上映后《TRACER》的MV也同样被在官方YouTube频道GUNDAM Channel上公开，内容就是剧中达沃夜袭的片段。导演村濑修功在提到梅萨登场的片段时表示，从舞蹈场面到梅萨出场这一段，原本设计是分别采用不同的曲目，而正式则是直接使用泽野弘之的片中插曲《TRACER》充满亢奋感的部分作为加乌曼驾驶梅萨出场的背景音乐。

## 宣传

### UC NexT 0100计划
本作相关消息首次出现在制作方SUNRISE发布的新作品开发计划“UC NexT 0100”中。2018年4月20日，萬代公司在日本召开新作品发布会，发布了旨在拓展UC世纪故事线的“UC NexT 0100”作品开发系列计划。其中首部动画作品定为动画《机动战士高达UC》的续作《机动战士高达NT》，与其同时公开的计划图中就出现了名为《机动战士高达 闪光的哈萨维》的作品字样。之后的《机动战士高达NT》蓝光版特典中，更是放出了预告片段并确认了本作是“UC NexT 0100”计划中的第二部作品。在机动战士高达40周年活动发布会上，制作方公布本片将分为三部电影上映。
在2019年1月10日公开的印象预告片中出现了男主角哈萨维独自在沙滩上行走、将皮鞋中的沙子倒出的画面，在听到画外音说“你有冇聽過‘尼俊（ネジェン）’這名字? 如果有，我可以帶你走。”之后哈萨维站起身。其中的被确认是小说中与哈萨维接头的马夫蒂支援船的名字。之后的镜头则是作为剧中主要对手的机动战士佩涅罗佩飞走。从这支印象预告片中可以看出本片动画制作的画风偏细腻，人物形象相较于原著小说更倾向于《机动战士高达UC》的写实风格。同步也公开了影片的主创团队，包括导演村濑修功，负责角色设计的pablo uchida和恩田尚之等以及负责片中音乐制作的泽野弘之。预告片中也公开了影片将于2020年冬季公映的消息。

### GUNDAM FAN GATHERING
2020年元旦，官方发布了新的特报短片，并宣布将于3月24日在东京的Zepp DiverCity举行名为“GUNDAM FAN GATHERING-‘闪光的哈萨维’Heirs to GUNDAM-”的粉丝见面会，在会上将公开本片的主要配音演员阵容，同时也在短片中公开了影片的上映日期为2020年7月23日。这一分钟左右的短片以泽野弘之的配乐为伴奏曲，由扮演本片主角哈萨维父亲布莱德·诺亚的成田剑担任旁白，先是简单介绍了《逆袭的夏亚》剧情，之后标称本片为《逆袭的夏亚》的续集。本片主要人物琪琪·安达露西亚和凯奈斯·斯雷格等也都出现在短片中。发布会前，官方更新了视觉图像。在新的视觉图中，本片主人公哈萨维站在中央，他的左侧站着夏亚，右侧则是阿姆罗，配以“夏亚的理想和阿姆罗的热情，继承了2人的意志的人”的文字来说明本片主人公与身后二人之间的关系。由于新冠肺炎的爆发，3月24日的粉丝见面会最终改为线上发布会。在线上发布会上，官方公布片中主要人物哈萨维·诺亚的配音演员由以往高达游戏系列的佐佐木望变更为此前因在《JoJo的奇妙冒险 黄金之风》中为主人公JoJo配音而大受好评的小野贤章，女主角琪琪·安达露西亚则由曾在《鬼灭之刃》中出演栗花落叶樱的上田丽奈负责配音，而曾在《Fate/stay night》中演绎Archer的诹访部顺一则为剧中另一个重要角色联邦军军官凯奈斯·斯雷格配音。在发布会中，制作方还请来了阿姆罗的配音演员古谷彻以及夏亚的配音演员池田秀一，在现场还原经典配音片段后畅谈了对于高达系列新作的感触。二人对于此时出现UC时代高达正统续作表示十分赞叹。发表会的最后还公布将由摇滚乐团[Alexandros]制作本片的主题曲。这次同时还更新了电影海报，海报中显示在某次袭击的现场，主角在海报下方而周围慌乱的人群正在逃跑。不过这张电影海报却被网友调侃是按照偷胶模型进行的绘图，为此，设计海报的影片人物设定师pablo uchida在网络上也对自己工作的不足进行了道歉。而针对制作方将此前长期为哈萨维·诺亚配音的佐佐木望被替换一事，新出演的小野贤章也在推特上表示了对前辈的敬意并由此赢得了爱好者们的鼓励。

### 高达中国计划
2020年7月，版权方万代南梦宫在“高达G会2020”中公开了“高达中国计划”，其中就包括努力推进《闪光的哈萨维》电影三部曲在中国大陆院线与日本同步上映的计划。然而当影片15分钟片段放出后，因其写实的画面和敏感的剧情，有声音对其是否还能被引进持疑虑。2021年5月18日，在即将于6月11日至20日期间举办的第24届上海国际电影节主办方公布的展映电影名单中，出现了8部高达系列电影作品，除了《机动战士高达》剧场版三部曲、《机动战士Z高达》剧场版三部曲以及电影《机动战士高达 逆袭的夏亚》之外，也包括了本片，确认了本片正式在中国大陆展映。
这一年11月11日的GUNPLA EXPO特别活动中，官方发布电影的上映时间改为2021年5月7日。为此，官方更新了以Ξ高达为主角的电影宣传新视觉图。在新视觉图中，白色的Ξ高达在黎明的天幕下张开双臂从天而降。此外还更新了经过画面剪辑的新先导预告片，其中展现了佩涅罗佩与Ξ高达对峙的场面。同时，官方也发布了主角机动战士Ξ高达的HG商品化消息。

### Road to U.C.0105
2021年元旦，机动战士高达系列官方YouTube频道GUNDAM Channel发起了名为“Road to U.C.0105”的冲击105万订阅人数的活动。活动以UC世纪各部作品发生的年代为目标，当订阅人数超过某一作品发生年份的1万倍数时，就会在频道上架相应作品24小时。之后，由于订阅人数目标的先后达成，《机动战士高达剧场版》三部曲、《机动战士高达0080 口袋里的战争》、《机动战士高达0083》以及《机动战士Z高达剧场版》三部曲先后上架。到4月16日时，订阅人数已经达到了99.1万人。在达成93万订阅人数后，GUNDAM Channel在4月17日这天晚间9点（日本標準時間）限时免费上架电影版《机动战士高达 逆袭的夏亚》视频，首日最大同时在线观看人数超过了11万。在这之后，官方作为惊喜提前免费发布了电影《闪光的哈萨维》A part开场15分53秒的片段。

### 第一部正式预告片
2021年1月19日，制作方在官方YouTube频道公开了本片的第一段正式预告片。这支不到一分钟的预告片由主角哈萨维的自我介绍开始，其中穿插着“马夫蒂”口气对外发布为了敦促联邦政府反省而不得已展开攻击的声明，同时作为“马夫蒂”主力机动战士的梅萨F01型以飞行姿态出现。之后伴随着哈萨维流泪痛诉对改变现状的纠结，追查马夫蒂的联邦军上校凯奈斯与神秘少女琪琪先后登场。在“是毁灭，还是救世”的字幕下，哈萨维发出终于决意动手改变现状的声音。总体而言，这支预告片展现了作为“马夫蒂”领导的哈萨维即将与地球联邦展开战斗的内容。同一天，官网也更新了演职人员信息，新增剧中人物雷恩·艾姆的配音演员为齐藤壮马。
2月17日，官方又发布了一段松竹Multiplex Theatres版预告片，这段预告中除了此前已经登场的主角三人外，UC世纪军火企业阿纳海姆社为马夫蒂组织特别打造的机动战士Ξ高达也出场了。而再次出现的佩涅罗佩在近景画面中呈现出近似手绘的风格。同时，以饰演哈萨维的小野贤章为主持人，邀请本片的制作人以及配音演员为嘉宾的谈话节目《Hathaway's Report -闪光的哈萨维引路人-》也于2月21日起在YouTube频道GUNDAM Channel上发布。

### 第二部正式预告片
2021年3月26日，制作方又发布了影片第二部正式预告片并更新了影片的主视觉图和机体视觉图。新的主视觉图中，少年时期经历过由夏亚挑起的第二次新吉翁战争后变得眼神坚定的哈萨维、营造迷人氛围的琪琪、手持马鞭表情严肃的凯奈斯、作为联邦军新机动战士驾驶员的雷恩以及Ξ高达的身影悉数登场。在背景中则是琪琪与哈萨维相拥的场面。而机体视觉图中所展现的是Ξ高达用双手张开的姿势从黎明前的天空向地面降落的场景。两张视觉图都配以“耀眼的闪光，新世界的开始”的宣传词。在此之前的2月中旬，官方公开了片中其他8位角色的配音演员阵容，其中包括津田健次郎、石川由依和山寺宏一等人。在第二个正式预告片中出场的机体更多展现出CG制作的风格，而非此前预告片中的手绘风格。本预告片以哈萨维身着驾驶服在驾驶舱内部的镜头配以诹访部顺一饰演的凯奈斯对马夫蒂“是危险人物”的评价开场，在表现小野贤章饰演的哈萨维赌上人们的希望挺身而战的同时，身为哈萨维前辈的阿姆罗·雷的声音也在预告片的末尾演职员列表出现的同时以“当你做好准备的时候，死神是不会到来的”的背景独白的形式出现。然而阿姆罗·雷在小说原著中并未直接登场。这支预告片中还以回忆形式重新制作了《逆袭的夏亚》中的片段。在这一片段中，葵丝·帕拉雅从哈萨维驾驶的车上跳下，哈萨维尝试挽留她但没能成功，这也是他与葵丝在第二次新吉翁之乱中的离别一幕。此外，伴随着首次公开的机动战士驾驶舱内影像和哈萨维驾驶Ξ高达与雷恩·艾姆驾驶的佩涅罗佩展开空中战，主题曲《闪光》也首次出现在预告片中。电影首部曲在日本的首批上映电影院数量增加到了214家，其中包括4D影院和杜比电影院，这也创下了高达系列在日本首映电影院数量的新纪录。之后更是增加到了215家影院。
为了替《闪光的哈萨维》上映造势，电影《机动战士高达 逆袭的夏亚》以最先进的技术重新处理成杜比影院格式后于4月2日在日本部分影院再次上映。《闪光的哈萨维》片头15分53秒的内容也紧跟在电影放映结束后在院线内公开，其中包含哈萨维、琪琪与凯奈斯在豪泽恩356次航班上相遇的内容。

### 杀青报告会
2021年4月13日，制作方又在Zepp DiverCity举行了杀青报告会和新消息披露会。会上几名主创先后登台发表对于本片制作完成的感想。乐团[Alexandros]也现场演唱了本片的主题曲《闪光》。

### A Part开头15分53秒片段
2021年4月17日，制作方在网络上免费发布的本片A Part开头15分53秒片段。这一片段描绘了载有包括神秘少女琪琪·安达露西亚在内的地球联邦政府要人专机豪泽恩356次航班在前往地球的途中遭遇劫机的故事。当劫机犯将枪口对准哈萨维时，在阿克西斯逝去的葵丝的声音出现在他的脑海中。伴随着琪琪·安达露西亚说出与葵丝一样的话时，哈萨维起身反击劫机犯。在片段最后，哈萨维与联邦军上校凯奈斯联手制服了自称是马夫蒂的劫机犯。短短15分钟里浓缩了三位主要角色的背景、356次特别航班的细致刻画以及这个时代人们最关心的话题“马夫蒂”。这一段片段中虽然没有出现机动战士之间的对战，但却出现了高达系列爱好者们熟悉的、最早登场自《机动战士Z高达》的机动战士Gaplant等机体。5月7日，片方又在官方YouTube频道上，在之前15分53秒片头的基础上新增释放了包含片头曲在内的一段加长片段，同时也宣布此前的15分片段播放量达到220万。在新公开的片段中，伴随片头曲出现在画面上的是电影《逆袭的夏亚》中的一些著名场面。另外还公开了由泽野弘之制作的片头曲《Möbius》的MV。这支片头曲由Laco、mpi、Benjamin等数位曾与泽野弘之有过合作的歌手演唱，因此可以在MV中看到围绕着几位主唱在舞台上设置了多个屏幕，在屏幕中可以窥见在本篇中独具紧张感的画面和与此前系列作品一脉相承的世界观。

### 电视广告
2021年4月24日起，制作方在电视端又投放了两则影片宣传广告。这次投放的两则广告均只有15秒的长度，大部分内容与此前放出的预告片中出现的一致。第一则广告是剧情篇，主要着墨于哈萨维、琪琪和凯奈斯三人的出场，同时在后半段依然引用了主题曲《闪光》，最后以哈萨维与琪琪相拥作结尾。第二则广告是机动战士篇，着重渲染了各自驾驶Ξ高达和佩涅罗佩的哈萨维与雷恩严肃紧张的神情，最后以机动战士在地球重力下在空中飞舞战斗的姿态为压轴场面。此外，制作方还邀请到了身为高达系列爱好者的及川光博出演新发布的电视广告。影片上映后，制作方发布了马夫蒂成员版广告，除了机动战士战斗场面和几位主角之外，马夫蒂的几位重要成员在这一则广告中纷纷亮相。

### 入场者礼品
发行方为步入电影院观赏本片的观众准备了各种限量礼品，其中第二周的入场礼品是限时五周发放的历代高达电影作品胶卷中的第二周，也就是《机动战士Z高达》系列和《逆袭的夏亚》中的胶片片段。

## 公映

### 日本公映
影片最初在2019年12月31日预定公映时间为2020年7月23日。然而2020年6月4日，官方发布消息称由于受到新冠肺炎疫情的影响，影片的上映时间将会延期，但并未公布新的公映日期。随着日本地区新冠肺炎疫情的再次恶化，本片制作方于2021年4月26日下午再次宣布影片上映延期，之后更新的上映日期为2021年5月21日。同时原定于5月7日至9日的首映现场活动以及现场发售蓝光光碟和高达模型限定版也被迫取消和延期。由此引发粉丝在网络社交平台上各种引用以往作品名言创作的吐槽。然而主题曲《闪光》的普通版CD发售日期则保持原定的5月5日不变，而附带特别配色版模型的限定版由于是在影院现场发售，所以将与影片一起延期至5月21日。随着日本因疫情而发布的紧急事态宣言时期再次延长，2021年5月17日，也就是预定上映前5天，官方又一次发布消息称影片的公映日期将延迟，且具体时间待定，这也是影片自公布以来的第三次延期上映。而原定于公映首日开始发售的限定商品也一同延期。及至6月1日，官方以片中主角所领导的反政府组织“马夫蒂”的名义发布消息称影片将定于6月11日在日本上映。蓝光限定版影碟以及影院现场发售版商品也随之延期到6月11日上映当天。最终，本片于2021年6月11日在日本215家电影院同时上映。随着4K Ultra HD蓝光碟的发售，发行方还于当年12月2日在日本国内84家电影院同步限时返场放映。
2022年11月，东京新宿区的“新宿WALD 9”电影院引入杜比影院系统时，将本作与《剧场版鬼灭之刃：无限列车篇》、《AKIRA》等其他几部电影一起作为纪念放映作在11月28日至12月2日期间限时上映。配合12月“GUNDAM祭”的举行，WOWOW电视台在2022年12月18至20日播出包括本片在内的多部GUNDAM系列影像作品。

### 海外放映
2021年6月11日至20日在上海举行的第24届上海国际电影节上，本片也与其他多部日本影片一道成为参加展映的影片。由于超高的关注度，本片的电影票曾一度在二手市场上炒到超过1800元人民币的高价。随着影片在日本的正式上映，网络视频提供商Netflix也宣布将在2021年7月1日在其网站上线本片，共支持8种语言配音和30多种语言字幕。在Netflix流媒体上映的一天以后，中国网络视频网站哔哩哔哩宣布该片于2021年7月2日在网站上线，同步也在优酷和西瓜视频上线播出。哔哩哔哩的上线版本相比蓝光光碟版和Netflix版删除了片中敏感以及裸露的镜头。同一时间，本片也在视频网站优酷上架。同年10月16日，本片登陆Amazon Prime Video。

### 电视播映
在电视动画《机动战士GUNDAM 水星的魔女》再次激活MBS、TBS的“日5”节目段后，本作也在《机动战士高达 水星的魔女》的第一季和第二季播出之间，作为“GUNDAM NEXT FUTURE×日5”计划的第一弹，以宇宙世纪为背景的作品的第一部分于2023年1月起与《机动战士GUNDAM Thunderbolt》以及《机动战士GUNDAM NT》一起，以4集电视动画的形式在“日5”时间段播出。而本剧也在2023年1月第三周的动画排行中排名榜首。在同年2月第二周更是达成了两周连续登顶榜首。
| 話数 | 日文标题 | 首播日        |
| --- | -------- | ------------- |
| 1 |          | 2023年1月15日 |
| 在夏亚所引发的动乱之后12年，地球联邦政府持续腐败并开始进行强制将居民送入宇宙的政策。为了对抗联邦的暴政，反政府武装组织“马夫蒂”开展了一系列针对政府高官的刺杀行动。组织领导人、布莱德的儿子哈萨维，在前往地球的途中经历了劫机事件。他在事件中与谜一样的少女琪琪，以及联邦军大校凯奈斯相识。 |          |               |
| 2 |          | 2023年1月22日 |
| 击退劫机犯后的哈萨维被留在达沃的酒店内接受讯问，结果却被琪琪指出是马夫蒂的首领。此时的凯奈斯则就任达沃基地负责剿灭马夫蒂的指挥官。为了逃离联邦军的监控，哈萨维试图秘密逃离，结果却和琪琪一起被卷入马夫蒂的机动战士梅萨与联邦军部队之间的战斗中。                                           |          |               |
| 3 |          | 2023年1月29日 |
| 凯奈斯将其剿灭马夫蒂的作战部队以太阳神赫利俄斯的女儿命名为“喀耳刻部队”，并将琪琪视为幸运女神而公开向其示爱。之后，哈萨维逃离了达沃并抵达马夫蒂藏匿的据点罗德伊塞亚。差不多同时，凯奈斯也从与琪琪的对话中察觉出哈萨维就是马夫蒂。                                                           |          |               |
| 4 |          | 2023年2月5日  |
| 为了接收由阿纳海姆在月球上秘密建造并发射往地球的Ξ高达，哈萨维开始进行空中接收作战。另一边，凯奈斯下令驾驶联邦军机动战士佩涅罗佩的雷恩·艾姆携带身为俘虏的马夫蒂成员加乌曼·诺比尔前往拦截下降中的Ξ高达。之后，哈萨维与雷恩之间发生了战斗。                                                   |          |               |

## 商业联动

### GUNPLA
在版权方发布将原著小说电影化后，作为母公司的万代株式会社在2019年静冈模型展上发布了首款配合电影上映而发售的高达组装模型，为HGUC系列1/144比例的佩涅罗佩。由于设定的原因，这款产品的尺寸较大，约20厘米高，在体型和价格方面甚至都略高于一般的MG系列产品。该款模型最终于当年10月正式发售。2020年初，万代又发布了同一系列在电影中登场的反联邦政府组织马夫蒂主力机动战士梅萨F01型将商品化的消息。这款产品主打躯干和关节部分的滑动装置设计可以使其做出大幅度的动作造型，最终于当年7月4日发售。2021年“GUNPLA EXPO”上，万代又发布了HGUC系列1/144比例Ξ高达即将发售的消息，并计划推出同时包含Ξ高达与佩涅罗佩外加精神感应导弹特效件的套装。当年5月下旬，HG的梅萨F02指挥官型也由BANDAI SPIRITS品牌在6月11日发售。
伴随着电影的即将上映，2021年4月的电影完成报告会上，制作方发布了为纪念电影上映而在影院以及官方商店限量发售的特别款HGUC佩涅罗佩。该产品采用彩色半透明注塑件作为拼装零件，包装盒封绘则采用此前人物设定师pablo uchida绘制的海报，其余则与此前发售的普通版没有区别。而随着影片上映的延期，该款产品也延期至6月11日才正式发售。而在电影中出场的原创机动战士梅萨F02型指挥官版则计划于2021年11月发售，该款模型支持通过移除或者替换一些组件成为梅萨F型裸机指挥官用型号。

### 万代旗下其他品牌
万代旗下NXEDGE STYLE品牌也以《机动战士高达 闪光的哈萨维》为题材发布了其中登场机体的商品，其中包括Ξ高达以及佩涅罗佩。这几款产品的金属部分都是电镀零件，佩涅罗佩在拆下飞行组件后也能再现奥德修斯高达的形态。而万代旗下另一品牌ROBOT魂则计划于2021年9月发售佩涅罗佩的可动成品玩具。专注于将机动战士高达系列与时尚单品结合起来的服饰概念品牌STRICT-G为了配合电影上映，也计划于公映日当天开始发售联名周边产品，其中包括带有片中出现的各种元素的夹克、T恤衫以及帽子等原创单品。STRICT-G甚至在2021年8月7日还开始发售以片中登场舞台之一——塔萨戴酒店中出现的商品为灵感的带有酒店标记的卡包、T恤以及浴巾等日用品。

### 其他品牌联名
为了纪念电影上映，个人电脑品牌华硕也在日本地区发布了以机动战士高达为主题元素的桌面个人电脑产品电脑系列产品。其中不光包括以RX-78-2为主题的白色型号，也包括以夏亚座机为设计灵感的红色型号。由于机动战士高达系列与名侦探柯南系列在角色和配音演员方面的联系，本片上映后不久就发布了与同时期热映中的名侦探柯南剧场版《名侦探柯南：绯色的弹丸》联名PV。其中分别由在两大系列中均担任角色配音的古谷彻和池田秀一共同担任解说，前者分别为高达系列中阿姆罗·雷以及《名侦探柯南》中的安室透配音，后者则长期为阿姆罗的宿敌夏亚·阿兹纳布尔以及与安室透亦敌亦友的赤井秀一配音。此外，官方还发售了联名的赤井秀一配色版HG扎古2以及EG系列夏亚红配色柯南。这次两大IP联合宣传也引发了“有史以来最令人困惑的合作”、“配音演员奢侈的合作”、“令人起鸡皮疙瘩”等各种讨论。
2022年5月，日本cosplay专营品牌COSPA也发表了本作联名T恤系列，包含印有片中经典台词以及标志性的南瓜头等多种款式。

## 媒体发售与销量
万代南梦宫在2021年4月18日发布消息，这年5月7日电影于院线公映的同时，将发售剧场限定版蓝光光碟。其中作为特典收录有原著小说上卷的新版纸质书、上卷朗读CD共6张总长407分钟、泽野弘之所做的原声碟CD以及2020年3月24日的“GUNDAM FAN GATHERING”录像等。其中小说朗读CD是由在《逆袭的夏亚》中声演哈萨维·诺亚的佐佐木望录制。蓝光光碟正片附带包含中文繁简体字幕在内的多种语言字幕。影片的蓝光光碟与电影上映同日发售，5天内总计销量超过5万份。7月5日，在上架24天后，本片限量版和普通版光碟分别售出52,989张和37,964张，合计销量突破9万份，接近电影《机动战士高达NT》的9.4万份总销量。
除了随着影片上映发售的蓝光影碟，制作方还于2021年11月26日发售本片的4K Ultra HD版影碟，同时也发售包含有收录了相关活动录像以及配乐CD的蓝光特别限定版。

## 评价与反响

### 公映前
原著作者富野由悠季在得知小说将改编为电影时曾感慨原著中的主题在时隔三十年后依旧没有过时，同时也对制作团队决定将小说分成三部影片制作上映感到十分高兴。官方于2020年3月线上发布会上发表主角配音演员由佐佐木望变更为小野贤章后，网络上高达系列的粉丝对于换角一事爆发出了激烈的讨论，其中既有接受的声音也有反对的意见。而佐佐木望本人也在推特上表达了难以言表的想法，更进一步引发反响。接棒佐佐木的小野贤章在制作完成发布会上表示本作通过不同的视角来表现机动战士之间的战斗，让人感到如果是在真实世界中的话该有多可怕。看过预告片的观众也有发表“驾驶舱内很酷”、“十分期待”以及“很像初代配音的林原惠的声音”等等评价。福布斯网站的奥利·巴德（Ollie Barder）在看过本片的预告片后表示，由于在原作中森木靖泰的机械设定极为复杂，因此动画化时极具挑战，而预告片所展示的成片效果令人印象深刻，可以看出导演十分具有野心。在公映之前就已经看过全片的诹访部顺一对本片赞不绝口。2021年4月18日制作方在官方YouTube频道上公开的A Part开头15分53秒片段在观众中引起了巨大反响，短短半天就有1000多条留言。评价集中肯定了本作画面制作的精美以及对细节的刻画，也对片段中出现以往作品中登场的机动战士十分赞赏。有评论通过对比本作表达了对此前《机动战士高达UC》的违和感。也有评论表示当哈萨维幻听到葵丝的声音时，让观众再次认识到本作是《逆袭的夏亚》不折不扣的续作。作为高达系列粉丝的演员及川光博在本片制作方4月27日举办的对媒体宣传活动上对本片也赞不绝口，尤其是对片中用CG以写实手法制作的巷战画面。而在片中再次为阿姆罗·雷配音的古谷彻也对画面中周遭布景细致的影像表现以及机动战士的体积感称赞有加。

### 上映后
本片上映后第一时间收到了日本国内和海外观众的好评，网络上普遍称赞本片“制作精良、画面精美、叙事成熟”并评论“（票房）突破100亿日元也不会是梦”、“最像高达的高达（作品）”等。上映后中国大陆影评网站豆瓣对本片的观众评分一度高达9.0分，在“一周口碑电影榜”上排行第一长达三周。两个月后，豆瓣评分回落到了8.6分。在哔哩哔哩上，本片评分达到9.8分，更是2021年度编辑评选经费榜前五名。上映四周后烂番茄网站的观众评分，本片新鲜度为93%，IMDB的评分则达到7分。Bangumi上本片的评分为8.3分，推荐力度为“力荐”。评价集中在其人物和机甲画面的高制作水准，盛赞其CG与手绘表现，背景图像的精致，场景表现的写实感。而缺点则主要偏向于人物刻画与剧情结构经过压缩相比原著小说有所不足、战斗桥段画面表现偏暗导致机动战士的细节不易看清。动漫新闻网的理查德·艾森贝斯（Richard Eisenbeis）将本片评价为B，“质感很漂亮但受限于制作过程中的一些创造性的选择”，并批评其整体情节说“动画改编中采用了多种技巧，但比起这些更应当去体现其原著的本来面貌。”Asian Movie Pulse的帕诺斯·科扎萨纳西斯（Panos Kotzathanasis）称赞本片无论是故事、角色还是动作方面，为近几年来所见过的系列电影中最好的作品之一。针对票房，有位电影相关人士在本片票房达到16亿日元时表示，本片在疫情期间全日本仅200多家影院上映的情况下能达到16亿的票房是个很了不起的成绩，且考虑到上映影院的数量，可以看出有不少票房是回头客所贡献的。本片也因其对未来的菲律宾的描绘而在社交媒体上引起轰动。
日本中央大学国际信息学部教授冈嶋裕史对饰演琪琪·安达露西亚的上田丽奈在本片中的表现评价为极其优秀。

### 迷因文化
电影中谎称为马夫蒂的劫机分子头目因带着标志性的南瓜头面具，被网民和互联网早前流传的一段头戴南瓜头面具舞者的影片联系在一起，配上电影主题曲《闪光》后形成了“马夫蒂激情演说”网络迷因并在哔哩哔哩和niconico上广为流传。

### 提名和获奖
| 年份 | 奖项                          | 分类           | 提名/获奖者                                                                                | 结果 | 参考来源                |
| ---- | ----------------------------- | -------------- | ------------------------------------------------------------------------------------------ | ---- | ----------------------- |
| 2021 | 第8届动画趋势大奖             | 年度动画电影   | 《机动战士GUNDAM 闪光的哈萨维》                                                            | 提名 | [ 274 ] [ 275 ]         |
| 2021 | Gadget通信动画流行语大赏 2021 | 動畫流行語大賞 | 马夫蒂迷因（「やってみせろよ、マフティー！」「何とでもなるはずだ！」「ガンダムだと！？」） | 金奖 | [ 276 ] [ 277 ] [ 278 ] |
| 2021 | Gadget通信动画流行语大赏 2021 | 動畫流行語大賞 | 南瓜舞                                                                                     | 铜奖 | [ 276 ] [ 277 ] [ 278 ] |

## 票房
本片在2021年6月11日于日本上映的首日就获得了1.9亿日元的票房，是2018年上映的《机动战士高达NT》的3.37倍之多。在得知这一消息后，作为执行制片人的小形尚弘表示，本片的目标是超越1982年上映的电影《机动战士高达III 相逢在宇宙篇》的23亿票房纪录，成为历代高达系列电影中票房最高的作品。上映3天后，本片日本票房达到5.23亿日元，总计动员25.9万人到场观影。首周周末票房收入达3.3亿日元，是为当周周末票房排行冠军。到了第三周时，本片的周末票房仅有1.62亿日元，排行第五。由于《哥斯拉大战金刚》等新片在日本上映，本片在上映第五周时的观影人数下滑到了第7位。到7月11日时，上映第五周的本片进一步下滑至第9位。
在当周观影人数方面，本片首周上榜就排第4位。同时平均每块银幕收入也以153.79万日元位列第一。在日本电影市场，本片的首周的票房排行位居第三，仅次于已经上映三个月有余的《新世纪福音战士新剧场版：终》和由漫画改编的真人电影。而Movie.com发布的本片综合搜索排名在上映首周也由前一周的第64位上升至第6位。6月19日至20日是本片上映第二个周末，本片在这个周末的票房排行由前一周的第三位下滑至第四位。至上映第三周，本片的观影人数排行由前一周的第四位下滑至第五位。到了7月4日时，本片在日本市场的观影人数已经累计达到77.9万人。而在上映38天后，这个数字上升到了91万人次。上映52天后，观影人数达到了99万人次。而到9月10日时，累计观影人数已超过100万，达到107万人次。在这一年10月初时，本片的观影总人数进一步累计到了108万人次。
2021年6月21日，制作方发布消息称截止至20日13点30分（东京时间）的数据，本片的累计票房已达10.16亿日元，动员超过50万人前往影院观看。是为高达系列电影自1988年《逆袭的夏亚》之后33年以来票房首次突破10亿大关。此时距离首映仅过去了10天。到6月27日时，本片日本票房已经累计13.5亿日元。及至本片上映后第四周结束的7月4日，全日本215家电影院累计票房已经达到15.8亿日元，超过《机动战士高达 逆袭的夏亚》的票房总数。截止7月19日，已经上映38天的本片在日本累计票房已经达到18亿日元。至上映第八周的8月2日，票房累计超过20亿日元，直逼高达系列历史上票房最高的《机动战士高达III 相逢在宇宙篇》。当9月10日时，本片票房累积达到21.7亿日元，10月初进一步达到了21.8亿日元。在上映129天后，本片票房成功达到22亿，仅比系列史上最高差1亿日元。最终，本片2021年的日本国内票房总额定格在22.3亿日元，位列年度日本国内电影票房排行第14位。

## 续集
在2021年9月2日举行的最后一次本片制作人员访谈中，制片人小形尚弘联手即将在续作中登场的角色布莱德·诺亚的配音演员成田剑一起发布了续作的暂定副标题。在本片上映后的纪念活动中，执行制片人小形尚弘表示，在第一部的制作时曾前往菲律宾进行实景采风。由于第二部的舞台会出现在现实中的澳大利亚，考虑到新冠肺炎疫情的影响，在时采用和在制作第一部一样的方式前往澳洲进行外景采集将会比较困难，因此会优先采用Google等网络平台的资源进行参考，同时也希望能得到取景地当地人的帮助。
2025年6月26日，官方正式宣布三部曲中的第二部的副標題名為《喀耳刻的魔女》（キルケーの魔女），第二部的製作也如火如荼地進行中，預計將會在2025年冬季上映。

## 脚注

## 參见
- GUNDAM系列作品
- 机动战士GUNDAM 闪光的哈萨维（原作小說）